# Ligne 2 du métro de Nankin
La ligne 2 du métro de Nankin (chinois traditionnel : 南京地鐵二號線 ; chinois simplifié : 南京地铁二号线)  est la  2e  ligne du métro de Nankin. C'est une ligne est-ouest qui relie le district de Qixia avec le district de Jianye à l'ouest, elle est inaugurée le 28 mai 2010. De Yuzui à Rue Jingtian, la ligne comporte 30 stations et 43,55 km en longueur.

## Histoire
| Section      | Section | Date d'ouverture | Longueur km | Stations |
| ------------ | ------- | ---------------- | ----------- | -------- |
| Youfangqiao  | Maqun   | 28 mai 2010      | 25.14       | 19       |
| Rue Jingtian | Maqun   | 28 mai 2010      |             | 7        |
| Youfangqiao  | Yuzui   | 2021             | 5.6         | 4        |

## Caractéristiques

### Liste des stations
| Services                                 | Nom de station                           | Nom de station | Nom de station                            | Connexions                       | Positionne à |
| Services                                 | Français                                 | Chinois        | Anglais                                   | Connexions                       | Positionne à |
| ---------------------------------------- | ---------------------------------------- | -------------- | ----------------------------------------- | -------------------------------- | ------------ |
| Prolongement Ouest (en service)          |                                          |                |                                           |                                  |              |
| 2-1                                      | Yuzui                                    | 魚嘴           | Yuzui                                     | Ligne9 Tramway Hexi (Qinxinlu)   |              |
| 2-2                                      | Rue Tianbao                              | 天保街         | Tianbaojie(Tianbao Street)                |                                  |              |
| 2-3                                      | Rue Qinglian                             | 靑蓮街         | Qinglianjie(Qinglian Street)              |                                  |              |
| 2-4                                      | Rue Luotang                              | 螺塘路         | Luotanglu(Luotang Road)                   | Ligne7                           |              |
| Voie mère (en service)                   |                                          |                |                                           |                                  |              |
| 2-5                                      | Youfangqiao                              | 油坊橋         | Youfangqiao                               | Ligne S3                         |              |
| 2-6                                      | Boulevard Yurun                          | 雨潤大街       | Yurundajie (Yurun Avenue)                 |                                  |              |
| 2-7                                      | Yuantong                                 | 元通           | Yuantong                                  | Ligne10・Tramway Hexi            |              |
| 2-8                                      | Stade du Centre sportif olympique Est    | 奧體東         | Olympic Stadium East                      | Tramway Hexi                     |              |
| 2-9                                      | Boulevard Xinglong                       | 興隆大街       | Xinglongdajie (Xinglong Avenue)           |                                  |              |
| 2-10                                     | Boulevard Jiqingmen                      | 集慶門大街     | Jiqingmendajie (Jiqingmen Avenue)         | Ligne2-9                         |              |
| 2-11                                     | Rue Yunjin                               | 雲錦路         | Yunjinlu (Yunjin Road)                    |                                  |              |
| 2-12                                     | Lac Mochou                               | 莫愁湖         | Mochouhu (Mochou Lake)                    | Ligne7                           |              |
| 2-13                                     | Hanzhongmen                              | 漢中門         | Hanzhongmen                               |                                  |              |
| 2-14                                     | Rue Shanghai                             | 上海路         | Shanghailu (Shanghai Road)                | Ligne5                           |              |
| 2-15                                     | Xinjiekou                                | 新街口         | Xinjiekou                                 | Ligne1                           |              |
| 2-16                                     | Daxinggong                               | 大行宮         | Daxinggong                                | Ligne3                           |              |
| 2-17                                     | Xi'anmen                                 | 西安門         | Xi'anmen                                  |                                  |              |
| 2-18                                     | Palais de la dynastie Ming               | 明故宮         | Minggugong (Ming Dynasty Imperial Palace) | Ligne6・Ligne13                  |              |
| 2-19                                     | Muxuyuan                                 | 苜蓿園         | Muxuyuan                                  |                                  |              |
| 2-20                                     | Xiamafang                                | 下馬坊         | Xiamafang                                 |                                  |              |
| 2-21                                     | Xiaolingwei                              | 孝陵衛         | Xiaolingwei                               |                                  |              |
| 2-22                                     | Rue Zhongling                            | 鍾靈街         | Zhonglingjie (Zhongling Streer)           |                                  |              |
| 2-23                                     | Maqun                                    | 馬群           | Maqun                                     | Ligne S6・Ligne12・Tramway Qilin |              |
| Phase 2 du prolongement Est (en service) |                                          |                |                                           |                                  |              |
| 2-24                                     | Rue Jinma                                | 金馬路         | Jinmalu (Jinma Road)                      | Ligne4                           |              |
| 2-25                                     | Xianhemen                                | 仙鶴門         | Xianhemen                                 |                                  |              |
| 2-26                                     | Rue Xueze                                | 學則路         | Xuezelu (Xueze Road)                      |                                  |              |
| 2-27                                     | Centre Xianlin                           | 仙林中心       | Xianlinzhongxin (Xianlin Center)          |                                  |              |
| 2-28                                     | Parc Yangshan                            | 羊山公園       | Yangshangongyuan (Yangshan Park)          |                                  |              |
| 2-29                                     | Campus Xianlin de l'Université de Nankin | 南大仙林校區   | Nanjing University Xianlin Campus         |                                  |              |
| 2-30                                     | Rue Jingtian                             | 經天路         | Jingtianlu (Jingtian Road)                |                                  |              |
| Phase 2 du prolongement Est (en projet)  |                                          |                |                                           |                                  |              |
| 2-31                                     | Lac Xianlin                              | 仙林湖         | Xianlinhu                                 | Ligne4・Ligne S5                 |              |